# Kawichthys
Kawichthys is een geslacht van uitgestorven symmoriiforme kraakbeenvissen uit de afzettingen van het Laat-Pennsylvanien (Laat-Virgilien) in Kansas, Verenigde Staten. 

## Naamgeving
Kawichthys is bekend van twee goed bewaarde driedimensionale neurocrania: het holotype KUVP 152144 wordt geassocieerd met enkele verstoorde en gebroken postcraniale elementen, maar de hersenpan is gedeeltelijk geplet. Het paratype is KUVP 56340. Het werd verzameld in de Douglas Group, tussen de Haskell Kalksteen en de lagere beddingen van de bovenliggende Robbins-schalie, voorheen geclassificeerd als leden van de Lawrenceformatie of Strangerformatie, maar nu erkend als leden van de uitbreiding van de Cass Limestone-classificatie naar Kansas. 
Het geslacht werd benoemd in 2011 door Alan Pradel, Paul Tafforeau, John G. Maisey en Philippe Janvier en de typesoort is Kawichthys moodiei. De geslachtsnaam combineert een verwijzing naar de stam van de Kaw, die hun haren knipten tot een kam op het hoofd, met het Grieks ichthys, 'vis'. De soortaanduiding eert Roy Lee Moodie, die begin twintigste eeuw fossiele vissen in Kansas opgroef. Het artikel werd gepubliceerd in het elektronisch tijdschrift PLoS ONE, wat in 2011 nog geen geldige naamgeving opleverde. De auteurs boden aan na het toezenden van tien dollar een exemplaar af te drukken en op te sturen maar ook dat leverde geen oplage op in de zin van de ICZN. Later werd het mogelijk een Life Science Identifier te registeren.

## Beschrijving
De specimina hebben een lengte van ongeveer vierentwintig millimeter.
Verschillende autapomorfieën werden vastgesteld. De supraorbitale plaat wordt doorboord door een groot foramen. De interne halsslagaders lopen geheel binnen het basicranium. De top van het schedeldak wordt bekroond door een middenkam die scherpe naar achteren gerichte tandjes draagt die symmetrisch gerangschikt zijn waarbij steeds een middelste tandje tussen een paar buitenste tandjes geplaatst is, behalve aan de uiterste achterkant waar twee buitenste tandjes opgevolgd worden door twee tandjes op een middelste rij.

## Fylogenie
Kawichthys werd in de Symmoriiformes geplaatst.